# Принц и нищий (фильм, 1972)
«Принц и нищий» — советский телевизионный художественный фильм режиссёра Вадима Гаузнера, снятый на объединении телевизионных фильмов киностудии «Ленфильм» по мотивам одноимённого романа Марка Твена в 1972 году.

## Сюжет
Гемфри — слуга принца Эдуарда  —  за один фартинг спас от отцовской трёпки нищего мальчишку Тома Кенти. Благодарный мальчик в тот же день пошёл к королевскому дворцу, чтобы найти спасителя и вернуть долг.
Через дымоход он попал в покои принца Эдуарда. Наследник престола был поражён своим сходством с чумазым оборванцем. Поменявшись с ним платьем, принц отправился в лондонские трущобы — посмотреть своими глазами, как живут его подданные.
Обоим пришлось пережить удивительные приключения. В тот же день скончался правящий король и принцу, одетому в чужие лохмотья, лишь с огромным трудом удалось вернуться в охваченный распрями дворец. Только спрятанная перед уходом Большая королевская печать смогла убедить недоверчивых царедворцев в том, что он действительно принц, а не жалкий оборванец.

## Отличия от книги
- Фигура Майлса Гендона и его сюжетная роль претерпела в фильме некоторые изменения (это касается его намерения убить короля).
- Сцена первого знакомства принца Эдуарда и Тома несколько отличается от изображённой в книге.
- Действие «Принц и нищий»  начинается в 1547 году, когда принцу Эдуарду было девять лет, а его сестре принцессе Елизавете было 13 лет на момент смерти отца короля Генриха VIII. Сыгравшие в этом фильме Эдуарда и Елизавету актеры были значительно старше — Виктору Смирнову было 22 года (реальный принц Эдуард до этого возраста вообще не дожил), а Марине Неёловой было 25 лет на момент съемок фильма.

### Отсутствует в книге, но есть в фильме
- Лорд Сент-Джон относится к новоявленному королю крайне насмешливо и даже неуважительно.

## В ролях
- Виктор Смирнов — принц Эдуард/Том Кенти
- Юрий Астафьев — Гемфри, слуга принца
- Иван Краско — Майлс Гендон
- Майя Булгакова — Дженни, мать Тома
- Александр Соколов — Джон Кенти, отец Тома
- Гелена Ивлиева — Бэт, сестра Тома
- Марина Неёлова — принцесса Елизавета
- Анатолий Солоницын — лорд Сент-Джон
- Геннадий Полока — лорд Гертфорд, дядя принца
- Ролан Быков — сэр Вильям, церемониймейстер
- Олег Борисов — Гуго, предводитель шайки
- Евгений Шпитько — «Крокодил» (в одной из сцен играет Николай Лавров)
- Ирина Гойер — «Летучая мышь»

### В эпизодах
- Андрей Босов — первый придворный
- Янина Марцоли — Чёрная Бэсс
- Ю. Манштейн
- Эрнст Романов — архиепископ
- Владимир Садовников
- Георгий Тейх — второй придворный
- Михаил Уржумцев — третий придворный
- Георгий Штиль — начальник караула

## Съёмочная группа
- Сценическая композиция: Алексей Яковлев
- Режиссёр-постановщик: Вадим Гаузнер
- Оператор-постановщик: Олег Куховаренко
- Композитор: Олег Каравайчук
- Художник-постановщик: Марксэн Гаухман-Свердлов
- Режиссёр: В. Апананский
- Оператор: В. Амосенко
- Звукооператор: Михаил Лазарев
- Художник-декоратор: В. Костин
- Художник по костюмам: Н. Доброва
- Художник-гримёр: Т. Павлова, Ю. Храмцева
- Монтаж: М. Амосова
- Редактор: А. Борисова
- Комбинированные съёмки:
  - Оператор: А. Зазулин
  - Художник: А. Александров
- Ассистент режиссёра: Н. Шевелёва
- Ассистенты оператора: Е. Баранов
- Ассистент художника: О. Коковкина
- Балетмейстер: Г. Замуэль
- Фехтование: К. Чернозёмов
- Директор картины: Владимир Беспрозванный